# مزدا سی‌ایکس-۵

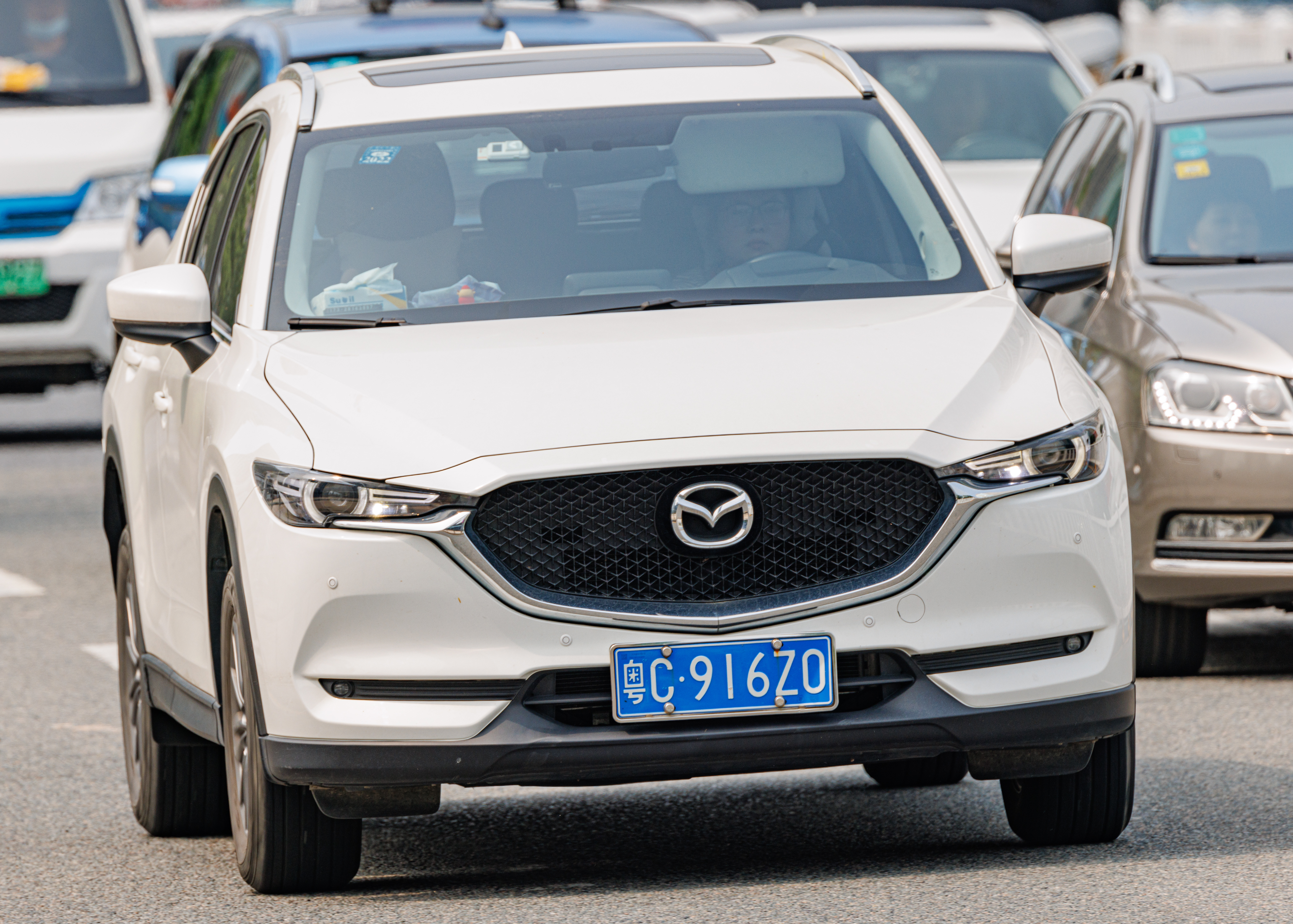

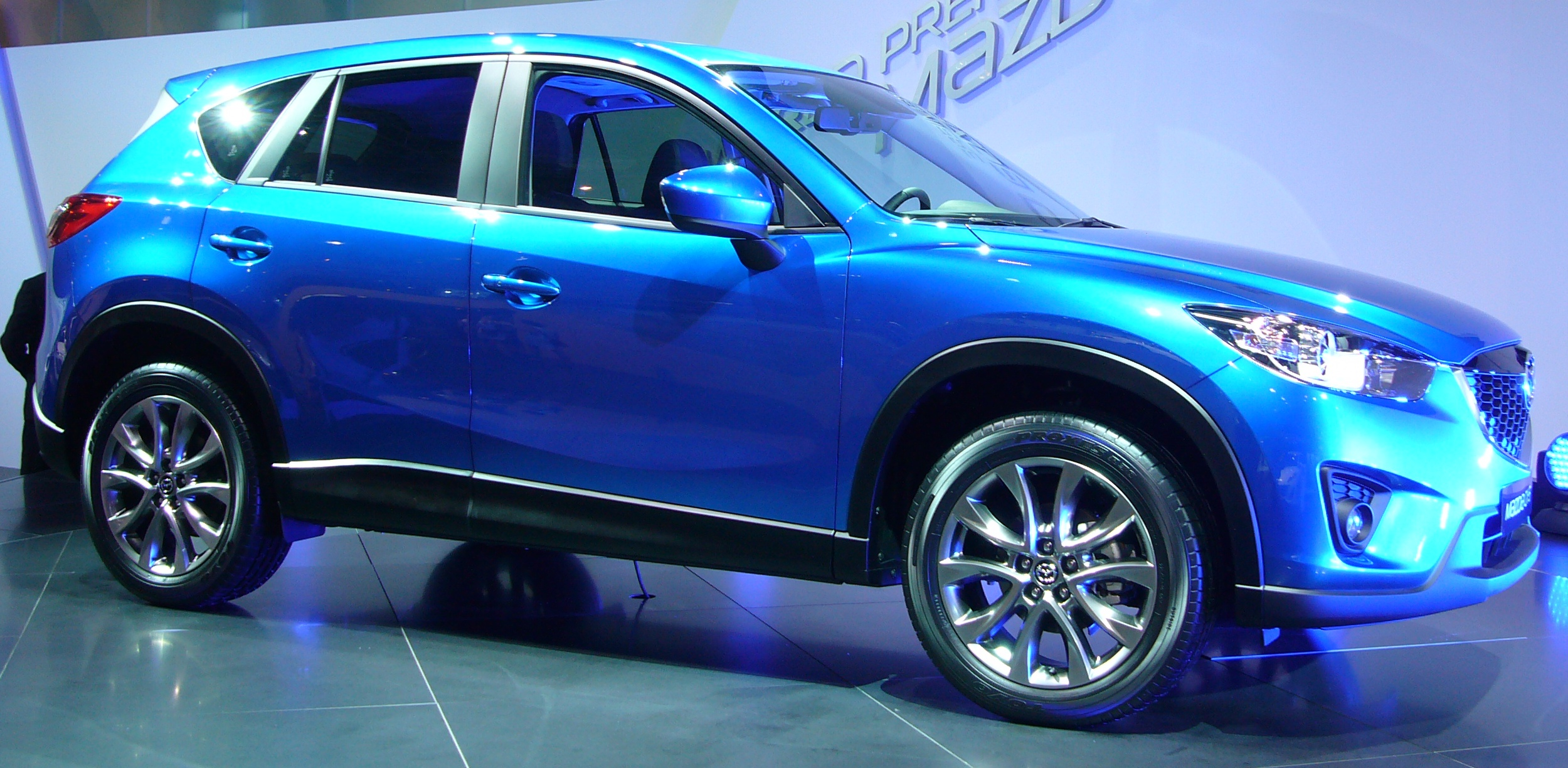
مزدا CX-5

مزدا سی‌ایکس-۵ (Mazda CX-۵) خودرویی است که از سال ۲۰۱۲ تا کنون توسط شرکت مزدا به تولید رسیده‌است. طراحی آن موتور جلو، خودرو محور جلو، خودرو چهار چرخ محرک است. 

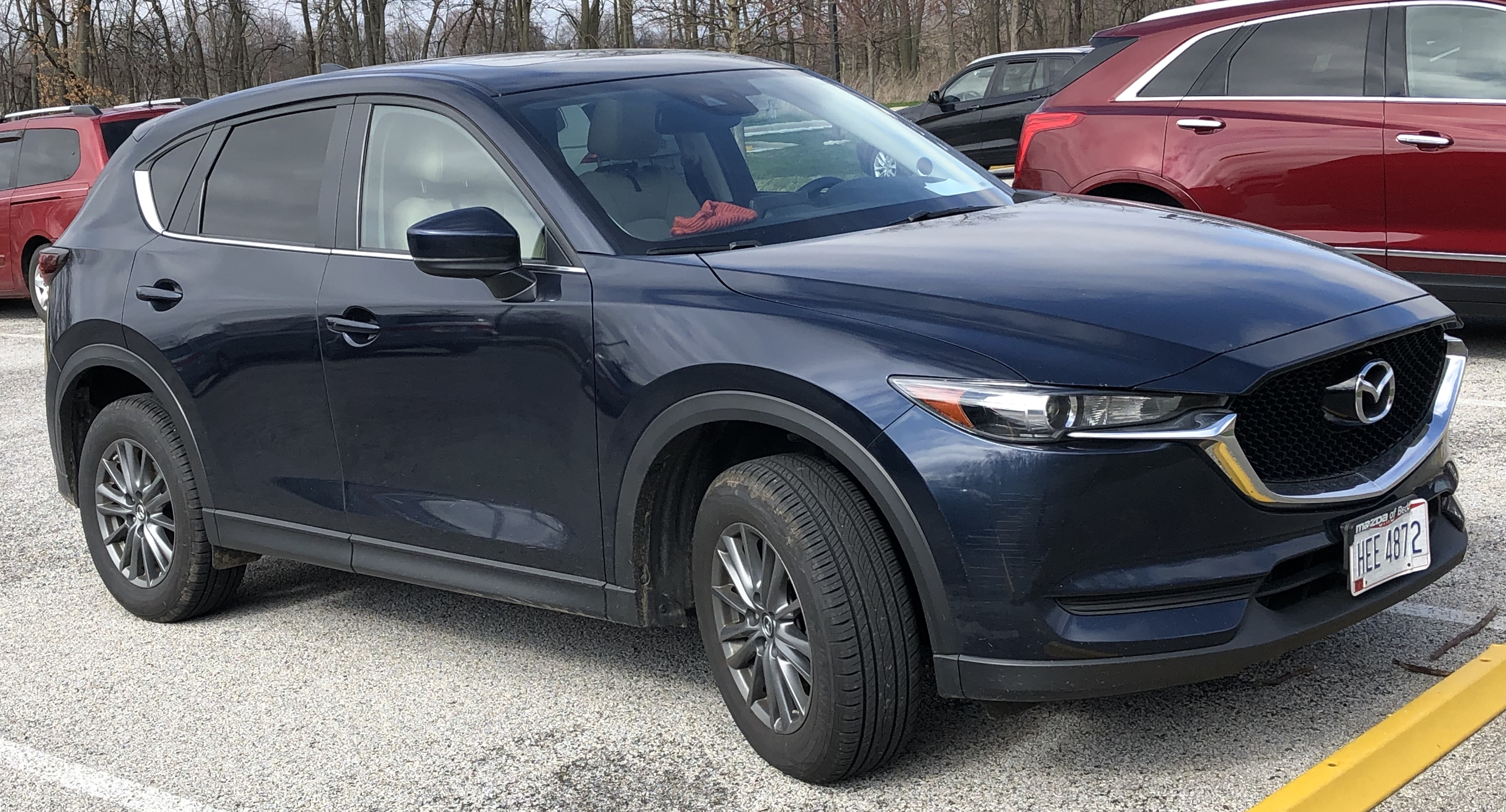
مزدا سی ایکس ۵